# Mladkov
Mladkov település Csehországban, az Ústí nad Orlicí-i járásban. Mladkov České Petrovice, Lichkov, Studené, Těchonín és Pastviny településekkel határos. Lakosainak száma 547 fő (2024. január 1.).

## Népesség
A település lakosságának változását az alábbi diagram mutatja:
| Lakosok száma | 1826 | 1712 | 1194 | 698  | 669  | 585  | 534  | 525  | 532  | 547  |
|               | 1869 | 1890 | 1921 | 1950 | 1980 | 2001 | 2017 | 2019 | 2022 | 2024 |